# Giovanni di Paolo

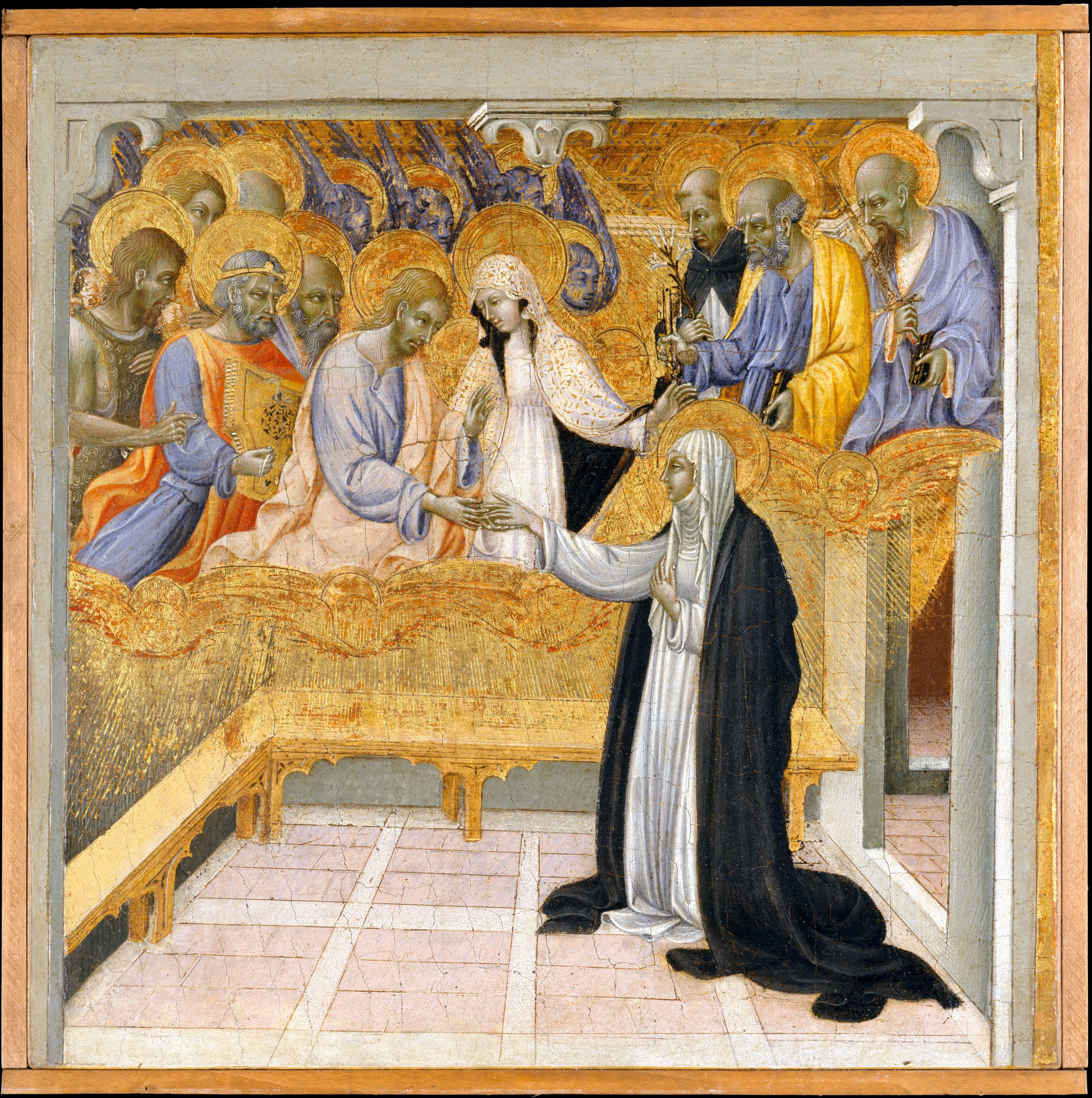
El matrimonio místico de santa Catalina de Siena, Museo Metropolitano de Arte, Nueva York.

Giovanni di Paolo di Grazia (1399 o 1403 - 1482) fue un pintor italiano, que trabajó principalmente en Siena. Pudo haber hecho su aprendizaje con Taddeo di Bartolo, convirtiéndose en un prolífico pintor e ilustrador de manuscritos, incluyendo los textos de Dante.
Fue uno de los más importantes pintores de la escuela sienesa del siglo XV. Sus primeras obras muestran la influencia de maestros sieneses anteriores a él, pero su estilo posterior fue más individual, caracterizándose por colores fríos y chillones y formas alargadas. Su estilo también asumió la influencia de los artistas del gótico internacional como Gentile da Fabriano. Muchas de sus obras tienen una inusual atmósfera onírica, como en el surrealista Milagro de san Nicolás de Tolentino pintado alrededor del año 1455 y actualmente conservado en el Museo de Arte de Filadelfia, mientras que sus últimas obras, particularmente el Juicio Final, Cielo e Infierno de alrededor de 1465 y la Asunción pintada en 1475, ambas en la Pinacoteca de Siena son un tratamiento grotesco de sus temas elevados. La reputación de Giovanni declinó después de su muerte pero ha renacido en el siglo XX.

## Antología de sus obras
- 1426 Virgen con Niño y Ángeles
- 1427 Virgen con Niño entronizados (Museo Nacional de Serbia , Belgrado)
- 1435 Virgen de la Humildad (Pinacoteca Nazionale, Siena)
- 1440s San Ansano bautizando (Museo Cristiano, Esztergom)
- 1440 San Miguel Arcángel (Pinacoteca, Vatican)
- 1445 La creación y la expulsión del paraíso (Museo Metropolitano de Arte, Nueva York)
- 1445 Santa Clara y santa Isabel de Hungría (Privado)
- 1445 Virgen con Niño y santos (Galería de los Uffizi, Florencia)
- 1450 San Esteban amamantado por una cierva (San Stefano alla Lizza, Siena)
- 1454 San Juan Bautista en el desierto (Art Institute of Chicago)
- 1455 San Nicolás de Tolentino salvando un barco (Museo de arte de Filadelfia)
- 1455 Coronación de la Virgen (Museo Metropolitano de Arte, Nueva York)
- 1460s Natividad (Museo Cristiano, Esztergom)
- 1460 Santa Catalina ante el Papa en Aviñón (Museo Thyssen-Bornemisza, Madrid)
- 1462 La adoración de los reyes (Museo Metropolitano de Arte, Nueva York)
- 1465 Juicio final, Cielo e Infierno (Pinacoteca Nazionale, Siena)
- 1475 Santa Catalina de Siena intercambiando su corazón con Cristo (privado)
- 1475 Asunción de la Virgen (Pinacoteca Nazionale, Siena)